# Polskie Towarzystwo Lekarskie
Polskie Towarzystwo Lekarskie (PTL) – polskie towarzystwo naukowe specjalistyczne założone w 1951 w Warszawie; zrzesza lekarzy różnych specjalności.

## Historia
Historia Polskiego Towarzystwa Lekarskiego sięga roku 1805, kiedy z inicjatywy Jędrzeja Śniadeckiego założono Towarzystwo Medyczne Wileńskie, oraz roku 1820, tj. początków Towarzystwa Lekarskiego Warszawskiego. W wieku XIX i na początku XX towarzystwa lekarskie założono w Paryżu, Petersburgu i Chicago. 
Pierwsze regionalne towarzystwa lekarskie w Królestwie Polskim zostały założone w Płocku (1872), Lublinie (1874) i Kaliszu (1875).
W okresie dwudziestolecia międzywojennego w Polsce powstawały kolejne towarzystwa – m.in. w Krakowie i Lublinie. W Polskiej Rzeczypospolitej Ludowej, w roku 1951, zostały zlikwidowane izby lekarskie i regionalne towarzystwa lekarskie, a w miejsce dotychczasowych 17 towarzystw utworzono jedno o zasięgu ogólnokrajowym, nadając mu nazwę Polskie Towarzystwo Lekarskie. Dla przykładu nazwę Towarzystwa Lekarskiego Warszawskiego zastąpiono w 1961 roku przez Polskie Towarzystwo Lekarskie Oddział Warszawski. Z wielu sekcji Towarzystwa powstały samodzielne towarzystwa naukowe m.in.: Towarzystwo Medycyny Społecznej, Towarzystwo Medycyny Wsi, Towarzystwo Diagnostyki Laboratoryjnej, Towarzystwo Akupunktury, Towarzystwo Alergologii i Towarzystwo Ultrasonografii. W strukturze Towarzystwa istnieją Oddziały, Koła i Sekcje.